# Спортиво Лукеньо
«Спорти́во Луке́ньо» (исп. Club Sportivo Luqueño) — парагвайский футбольный клуб из города Луке, в настоящий момент выступает в Первом Дивизионе Парагвая. 

## История
Клуб основан 1 мая 1921 года в результате слияния трёх клубов: «Марте Атлетико», «Хенераль Акино» и «Венседор».
Домашние матчи команда проводит на стадионе «Фелесиано Касерес», вмещающем 24 000 зрителей. Стадион клуба был построен к розыгрышу Кубка Америки 1999 и является третьим по вместимости в Парагвае.
«Спортиво Лукеньо» трижды принимал участие в Кубке Либертадорес и дважды в Кубке КОНМЕБОЛ, но особых успехов в них не добился. В 2015 году Спортиво Лукеньо дебютировал в Южноамериканском кубке, где сумел дойти до стадии полуфинала.

## Титулы и достижения
- Чемпион Парагвая (2): 1951, 1953
- Вице-чемпион Парагвая (4): 1975, 1983, 2001, 2007
- Финалист Турнира Республики (1): 1990, 1991

## Участия в международных турнирах
- Участник Кубка Либертадорес (3): 1976, 1984, 2008
- Участник Южноамериканского кубка (5): 2015 (1/2 финала), 2016, 2017, 2018, 2020
- Участник Кубка КОНМЕБОЛ (2): 1993, 1997